# 제4제국
제4제국(독일어: Viertes Reich 피르테스 라이히[*],第4帝國,‘제4국’)은 신나치주의자들의 이상향을 나타내거나, 또는 유럽 연합에서의 인구와 경제력이 가장 높은 독일의 큰 영향력에 대한 비판에서 사용되는 용어이다.
제국 앞에 숫자를 붙이는 것은 독일 역사에서의 명명법으로, 제1제국은 신성로마제국, 제2제국은 독일 제국, 제3제국은 나치 독일을 뜻한다.

## 같이 보기
- 유럽합중국
- 유럽 연합
- 범유럽주의
- 제3의 로마
- 범국민주의
- 인종국민주의
- 화이트 내셔널리즘
- 아리아인